# Hôtel Boulderado
L'hôtel Boulderado (en anglais : Hotel Boulderado) est un hôtel américain situé à Boulder, dans le Colorado. Ouvert le 1er janvier 1909, il est inscrit au Registre national des lieux historiques depuis le 3 novembre 1994 et est membre des Historic Hotels of America depuis 1996.